# Riddick Bowe
Riddick Lamont Bowe, född 10 augusti 1967 i Brooklyn i New York, är en amerikansk före detta tungviktsboxare, världsmästare 1992–1993 och 1995–1996, känd som den förste att slå ned och besegra Evander Holyfield. Som amatör vann Bowe silver i OS 1988 efter förlust i finalen mot Lennox Lewis.

## Boxningskarriär

### Som amatör
Som amatör vann Bowe den prestigefyllda tävlingen New York Golden Gloves Championship. År 1985, vid National Golden Gloves Championship, förlorade han mot Donald Stephens. Bowe blev sedan juniorvärldsmästare i lätt tungvikt i Bukarest 1985 efter en finalseger över ungraren Péter Hart. Nyligen fyllda 21 åkte Bowe i september 1988 till Seoul för att delta i de Olympiska sommarspelen. En silvermedalj blev facit efter att han förlorat på TKO i rond två av finalen mot framtida världsmästaren Lennox Lewis.
Efter förlusten i OS-finalen slutade Bowes amatörmatchlista på 104 segrar och 18 förluster då amerikanen blev professionell. Den ansedda tränaren Eddie Futch tog sig an jobbet med att utveckla Bowe som han menade hade potential att bli den bäste tungviktaren av vilken era som helst.

### Som professionell
Bowe blev professionell i mars 1989 och inledde med att slå ut Lionel Butler. Innan året var slut hade han besegrat ytterligare tolv handplockade motståndare. Den första utmaningen för den storväxte amerikanen blev när han i september 1990 mötte ex-mästaren Pinklon Thomas, som han dominerade fram till dess att Thomas gav upp efter åtta ronder. Följande månad slog Bowe ut Bert Cooper i andra ronden vilket gav rankingpoäng och ökade på hans rykte.
I mars 1991 besegrade Bowe 1984 års olympiska guldmedaljör i supertungvikt, Tyrell Biggs. I sin nästa match verkade exmästaren Tony Tubbs vara nära att överlista honom i en jämn match, men till sist vann Bowe på ett enhälligt beslut. Bowe fortsatte sin segerrad och imponerade när han i augusti 1991 slog ut framtida världsmästaren Bruce Seldon efter bara en rond. När han sedan i juli 1992 slog ut sydafrikanska Pierre Coetzer i den sjunde ronden var han slutligen klar för en match om VM-titeln mot Evander Holyfield som tagit över tronen sedan Mike Tysons frånfälle i fängelset efter en våldtäktsdom.

#### Världsmästare
I Thomas & Mack Center, Las Vegas, Nevada i november 1992 gick matchen mellan Bowe och den regerande mästaren Evander Holyfield om den obestridda tungviktskronan av stapeln. Inför matchen var utmanaren ifrågasatt för sin inställning och brist på hjärta när det verkligen gällde (en efterräkning från OS-finalen 1988 då Bowe enligt många vikt ner sig och därpå fått smeknamnet "Ridiculous" (fånig)). Bowe skulle dock visa det motsatta då han stod upp rond efter rond, golvade mästaren för första gången i dennes karriär i den elfte ronden, och efter ett enhälligt domarbeslut vann Holyfields tre VM-titlar. Den tionde ronden var extremt intensiv med åtskilliga slagväxlingar dem båda emellan och utnämndes också senare av The Ring Magazine till "Round of the Year".
Ett par veckor tidigare hade Bowes gamla OS-rival, Lennox Lewis, slagit ut kanadensaren Donovan "Razor" Ruddock och därmed etablerat sig som organisationen WBC:s främste utmanare. Bowes läger erbjöd då en matchdeal för Lewis där gaget för en kommande match skulle delas på 90-10 till fördel för mästaren Bowe; ett "absurt" upplägg som Lewis genast avvisade. Ett senare erbjudande till Lewis om att gå en förmatch på en gala där Bowe skulle försvara sitt bälte blev även det nekat. Bowe svarade genom att hålla en presskonferens där han dumpade WBC:s tungviktsbälte i en papperskorg menande att han hellre gjorde så än att möta Lewis.
Bowes första försvar av sina återstående titlar kom den 6 februari 1993 då han knockade den 34-årige förre mästaren Michael Dokes i Madison Square Garden redan i den första omgången. I sin nästa match, i maj 1993, slog  Bowe ut Jesse Ferguson i rond 2 och därmed var manegen krattad för ett returmöte med Evander Holyfield. På invägningen såg dock Bowe överviktig ut och vågen visade på 111,5 kg, 5 kg mer än i match 1 mot Holyfield. Matchen blev trots det jämn och hård och avgjordes precis som det första mötet genom domarröster, nu med ett majoritetsbeslut till fördel för utmanare Holyfield. Matchen blev i eftermälet dock mest ihågkommen under epitetet "The Fan Man Fight" då en fallskärmshoppare i rond 7 landat på repen nära Bowes ringhörna; en surrealistisk händelse som försenade matchen med nästan en halvtimme. Bowes gravida fru hade suttit bara någon meter från händelsen, svimmat och förts med ambulans till sjukhus. Bowe förklarade efteråt att han efter incidenten hade haft svårt att fokusera och menade att matchen borde ha förklarats som "oavgjord" eller en "no contest" på grund av den "orättvisa" fördröjningen.

#### Omstart och ny titel
I augusti 1994 gick Bowe en match mot den mycket kortare Buster Mathis Jr.. Dock hade den forne mästaren stora problem med att få in sina slag på den guppande och svängande måltavlan och till sist slog Bowe ner Mathis ner denne redan hade ett knä i golvet. Slaget dömdes som "oavsiktligt" och matchen blev avblåst som en "No contest". Bowe besegrade sedan den lovande Larry Donald efter ett tolvronders enhälligt beslut som uppvärmning för matchen i mars 1995 då han övertog britten Herbie Hides WBO-titel. En titel som vid tiden dock inte alls hade den status den fått senare under 2000-talet. Bowe försvarade i juni samma år sitt nyvunna bälte mot en av sina ärkerivaler från amatörtiden, Jorge Luis González. Uppsnacket inför matchen var bisarrt då det bland annat innehöll Gonzalez önskan om att äta Bowes hjärta liknande sig själv vid ett lejon och Bowe vid en hyena. Bowe vann dock matchen på KO i sjätte ronden.
Bowe kom nu överens med Evander Holyfield om ett tredje möte dem emellan, en match som dock inte gällde Bowes WBO-titel. Holyfield hade Bowe nere i golvet i sjätte ronden (första och enda gången i karriären Bowe blivit nedslagen) och ledde på poäng innan Bowe slog sin motståndare genom TKO i rond 8 och därmed blev han den första att stoppa Holyfield innan matchtidens slut. Bowe vägrade därefter att möta WBO:s förste utmanare, Alexander Zolkin, och blev därmed fråntagen sitt mästarbälte. Istället gick han nu två märkliga matcher mot polacken Andrzej Gołota som i båda mötena slog Bowe under bältet upprepade gånger och därmed diskvalificerades vid bägge tillfällena. 

#### Slutet
Efter matcherna mot Golota år 1996 slutade Bowe oväntat att boxas efter endast en förlust under karriären (mot Holyfield). Detta för att ta värvning i USA:s marinkår - där han dock slutade efter bara tre dagars träningsläger. 
Bowes tre comebackmatcher (2004, 2005, 2008) gick han trots kraftig övervikt också segrande ifrån, dock utan att imponera.

## Karriär inom fribrottning
År 2013 meddelade Riddick Bowe sina avsikter att börja träna för att bli en fribrottare. Han skulle göra sin debut för brittiska Preston City Wrestling Organisation den 1 mars 2014. I december 2013 meddelade dock klubben att Bowe inte längre skulle brottas på grund av oenigheter med Bowes nya agent.

## Utanför ringen

### Humanitära insatser
Strax efter att ha vunnit sin första titel mot Evander Holyfield såg Bowe en nyhet på TV om att läkemedel till ett värde av en miljon dollar som donerats till somaliska flyktingar och föräldralösa inte kunde transporteras till det krigshärjade området på grund av brist på medel att betala för de charterplan som behövdes. Bowe kontaktade då de ansvariga för operationen och lovade att bistå med de 100 000 dollar som behövdes för att finansiera resan; detta på villkoret att han själv skulle få följa med och leverera varorna till deras avsedda mottagare. Väl i Somalia besökte han US Marines och ett barnhem vid den kenyanska gränsen.
Bowe vidtog också fler åtgärder vid andra händelser som han tyckte behövde hans hjälp. År 1995 fick han reda på tragiken kring en viss Rodolfo Yap, en ung man på Filippinerna som hade avlidit efter att ha fått ström genom kroppen när han försökt arrangera sin TV-antenn så att familjen skulle kunna titta på en Riddick Bowe-match. Bowe lät då via pressen meddela att han var "... mycket rörd av historien och efter att ha förlorat en bror och en syster tidigare i livet, bestämt sig för att ge ett ekonomiskt bidrag till Mr Yaps familj". Bowe bemyndigade sin internationella representant att flyga till Filippinerna för att försöka hitta mannens familj, bidra till deras kostnader och även (i den avlidnes namn) ge medel för att stödja den filippinska boxningslaget som tränade för OS.

### Problem med rättvisan
I februari 1998 dömdes Bowe för kidnappning av sin frånskilda hustru Judy och deras fem barn. Med tankar på att försöka reparera sitt äktenskap gick Bowe till sin hustrus bostad i North Carolina och hotade henne med en kniv, handbojor, tejp och pepparspray. Han tvingade sedan henne och deras barn in i ett fordon och körde mot sitt eget hem i Fort Washington, Maryland. Under kidnappningen knivhögg Bowe  dessutom sin hustru i bröstet. Polisen fick tag i Bowe i South Hill, Virginia och fritog samtidigt hans familj. Bowe kom sedan överens med åklagaren om en uppgörelse som innebar att han erkände sig skyldig till "våld i hemmet i flera stater", och han dömdes därpå till 18 till 24 månader i fängelse. Trots den överenskomna domen dömdes Bowe den 29 februari 2000 till endast 30 dagar i fängelse, på grund av försvarets hävdande att han skulle lida av en hjärnskada. Han blev också i domen beordrad att söka behandling för denna skada.Också denna dom skulle dock ändras och Bowe kom till sist (med start år 2003) att få avtjäna 17 månader i federalt fängelse.
Innan Bowe avtjänade sitt straff för kidnappningen blev han ytterligare två gånger arresterad för "våld i hemmet", ena gången 8 februari 2001 på Long Island, andra gången i mars 2003 då han greps i en förort till Maryland.

### Webbsidor
- Bowe på boxrec.com